# WTA Challenger de Carlsbad
O WTA Challenger de Carlsbad – ou Carlsbad Classic, na última edição – foi um torneio de tênis profissional feminino, de nível WTA 125K.
Realizado em Carlsbad, no Condado de San Diego, estado da Califórnia, nos Estados Unidos, estreou em 2015 e teve apenas uma edição. Os jogos eram disputados em quadras duras durante o mês de novembro. Foi substituído pelo WTA Challenger de Honolulu.

## Finais

### Simples
| Ano  | Campeã           | Vice-campeã  | Resultado |
| ---- | ---------------- | ------------ | --------- |
| 2015 | Yanina Wickmayer | Nicole Gibbs | 6–3, 7–64 |

### Duplas
| Ano  | Campeãs                          | Vice-campeãs                      | Resultado        |
| ---- | -------------------------------- | --------------------------------- | ---------------- |
| 2015 | Gabriela Cé Verónica Cepede Royg | Oksana Kalashnikova Tatjana Maria | 1–6, 6–4, [10–8] |